# Distretto di Sikao
Il distretto di Sikao (in thailandese: สิเกา) è un distretto (amphoe) della Thailandia, situato nella provincia di Trang.